# Giant (1956)
Giant is een Amerikaanse film uit 1956 onder regie van George Stevens. De film is gebaseerd op een boek van Edna Ferber. Giant kreeg tien Oscarnominaties en won de Oscar voor Beste Regisseur. Rock Hudson en James Dean werden genomineerd voor Beste Acteur en de film zelf kreeg ook een nominatie. Taylors rol zou eigenlijk naar Grace Kelly gaan en de rol van Jett was geschreven voor Alan Ladd. Uiteindelijk ging die rol naar James Dean. Hij stierf toen de film zich in productie bevond. De film werd het grootste succes dat Hollywood ooit gekend had, totdat Superman ze in 1978 versloeg.

## Verhaal
Jordan 'Bick' Benedict, de jonge eigenaar van een grote veeranch in Texas, reist naar Maryland om er een hengst te kopen. Hier krijgt hij een relatie met de dictatoriale Leslie. Ze trouwen en Bick neemt Leslie mee naar zijn ranch 'Reata'. Luz, Bicks zus, verzorgde steeds het huishouden van Reata. Maar met de komst van Leslie worden er heel wat veranderingen doorgevoerd. Leslie houdt niet van de neerbuigende manier waarop de Mexicanen op de ranch behandeld worden. Luz voelt zich bedreigd door Leslie.
Na een rit op het paard van Leslie, komt Luz echter zwaar ten val en sterft. In haar testament laat ze een klein stukje van Reata over aan de jonge Jett Rink, een ranchhulp. Dit is tegen de zin van Bick, die het nooit goed heeft kunnen vinden met Jett.
Ondertussen hebben Bick en Leslie drie kinderen gekregen: een tweeling (Jordan en Judy) en nog een meisje (Luz).
De rest van de film toont ons de hoe het de familie Benedict verder vergaat. Ook krijgen we te zien hoe het Jett Rink ondertussen is vergaan: hij heeft olie ontdekt op zijn land en is steenrijk.
Uiteindelijk zoeken ze allemaal naar hun manier om gelukkig te zijn.

## Rolverdeling
| Acteur               | Personage                   |
| -------------------- | --------------------------- |
| Elizabeth Taylor     | Leslie Lynnton Benedict     |
| Rock Hudson          | Jordan 'Bick' Benedict Jr.  |
| James Dean           | Jett Rink                   |
| Carroll Baker        | Luz Benedict II             |
| Mercedes McCambridge | Luz Benedict                |
| Dennis Hopper        | Jordan 'Jordy' Benedict III |
| Sal Mineo            | Angel Obregón II            |
| Rod Taylor           | Sir David Karfrey           |